# Friedrich Niewöhner
Friedrich Niewöhner (* 7. September 1941 in Schwelm; † 1. November 2005 in Wolfenbüttel) war ein deutscher Philosophiehistoriker.
Niewöhner promovierte 1971 in Bochum bei Richard Schaeffler mit der Dissertation „Dialog und Dialektik in Platons Parmenides“. Von 1975 bis zur islamischen Revolution unter Ruhollah Chomeini war er Associated Professor an der Universität von Schiras im Iran und leitete gleichzeitig das dortige Goethe-Institut. Mit seinem Buch Veritas sive Varietas. Lessings Toleranzparabel und das Buch von den drei Betrügern habilitierte er sich 1983 an der Freien Universität Berlin. Seit 1986 war Niewöhner stellvertretender Leiter, später Leiter im Forschungsbereich der Herzog August Bibliothek in Wolfenbüttel und lehrte außerdem als außerplanmäßiger Professor für Philosophie an der Freien Universität Berlin.
Niewöhners Spezialgebiete waren die Philosophie des Judentums und des Islam. Zu diesen Themen hat er zahlreiche Schriften auf Deutsch, Englisch und Ivrit veröffentlicht. Er war Mitherausgeber des Historischen Wörterbuchs der Philosophie und publizierte häufig Rezensionen in der Frankfurter Allgemeinen Zeitung.

## Schriften
- Dialog und Dialektik in Platons Parmenides (1971)
- Maimonides. Aufklärung und Toleranz im Mittelalter (1988)
- Veritas sive Varietas. Lessings Toleranzparabel und das Buch von den drei Betrügern (1988)
- Scholems Sabbatai Zwi – Mystik und Moderne (1992)
- (Hrsg., zusammen mit Dietrich Blaufuß): Gottfried Arnold (1666–1714). Mit einer Bibliographie der Arnold-Literatur ab 1714 (zusammengestellt von Hans Schneider). Wiesbaden: Harrassowitz 1995 (Wolfenbütteler Forschungen, hrsg. von der Herzog August Bibliothek, 61)